# Муса Байташ-хан
Муса Байташ-хан (д/н–958) — 5-й каган Караханідської держави в 955—958 роках.

## Життєпис
Походив з династії Караханідів. Старший син Сатук Богра-хана. Як спадкоємець трону отримав титул богра-хан. Після смерті останнього наприкінці 955 або на початку 956 року став новим каганом. Також додав до цього титул султана. Додав до свого імені титули арслан-хан і тонга-ілек.
Муса стикнувся з буддистською та тенгріанською опозицією, що виступала проти ісламізації, яку підтримували Хотанська та Уйгурська Таримська держави. Внаслідок боротьби з ними загинув за невідомих обставин. Владу успадкував його брат Сулейман.